# البخلاء
البخلاء (به معنای: خسیسان) نوشتهٔ جاحظ؛ دربارهٔ سرگذشت‌ها، داستان‌ها و رفتار افراد خسیس به نظم و نثر است. نخستین حکایت آن، دربارهٔ مردی خسیس مروی است.